# Georgijs Gusarenko
Georgijs Agiejewicz Gusarenko, ros. Георгий Агеевич Гусаренко (ur. 9 października 1937, ZSRR) – łotewski piłkarz, grający na pozycji pomocnika, trener piłkarski.

## Kariera piłkarska

### Kariera klubowa
Wychowanek klubu Daugava Ryga. W 1959 roku rozpoczął karierę piłkarską w drużynie rezerw Dinama Moskwa. W latach 1960–1962 bronił barw Daugavy Ryga. Potem występował w klubie Zvejnieks Lipawa, w którym zakończył karierę piłkarską.

## Kariera trenerska
Po zakończeniu kariery piłkarskiej rozpoczął pracę szkoleniową. Najpierw łączył funkcje trenerskie i piłkarskie w amatorskich zespołach Kompresors Ryga i Elektrons Ryga. W 1970 został zaproszony do sztabu szkoleniowego Daugavy Ryga. W 1971 objął stanowisko głównego trenera Daugavy. W latach 1982–1988 pomagał Jānisu Skredelisowi trenować Daugavę, a po jego odejściu ponownie prowadził klub z Rygy. W 1991 po rozformowaniu Daugavy przeniósł się z wieloma piłkarzami Daugavy do Pardaugavy Ryga. Po uzyskaniu niepodległości Łotwy prowadził łotewskie kluby Olimpijas Ryga, Amstrig Ryga, Policijas Ryga i FK Rīga. Od 2002 pracował jako inspektor meczów piłkarskich mistrzostw Łotwy.